# Димитър Ковачев (Лозенград)
Вижте пояснителната страница за други личности с името Димитър Ковачев.
Димитър Недялков Ковачев е български революционер, одрински деец на Вътрешната македоно-одринска революционна организация.

## Биография
Димитър Ковачев е роден в 1887 година в Лозенград, днес Къркларели, Турция. Завършва II прогимназиален клас. В 1901 година става член на ВМОРО и изпълнява куриерски задачи. При избухването на Балканската война в 1912 година е войвода на партизанска чета, с която атакува турския граничен пост Карагьонджук калеси, влиза в село Чаглаик и участва в сражението при Бунархисар.